# Tetrarogidae
Tetrarogidae – rodzina morskich ryb skorpenokształtnych. 

## Klasyfikacja
Rodzaje zaliczane do tej rodziny:
Ablabys — Centropogon — Coccotropsis — Cottapistus — Glyptauchen — Gymnapistes — Liocranium — Neocentropogon — Neovespicula — Notesthes — Ocosia — Paracentropogon — Pseudovespicula — Richardsonichthys — Snyderina — Tetraroge — Vespicula